# Corporate Entrepreneurship
Corporate Entrepreneurship bezeichnet den Versuch, den grundlegenden Gedanken und die Dynamik des Unternehmertums nicht nur in der Gründungsphase eines
Unternehmens, sondern auch darüber hinaus dauerhaft in der Unternehmung zu verankern. Eng verwandt damit ist der Begriff des Corporate Venturing, der das Investment von reifen Unternehmen in Start-Ups bezeichnet.
Als Klassiker des Corporate Entrepreneurship gelten Miller & Friesen (1982) sowie Guth & Ginsberg (1990).

## Ziele
Managementstrategien sind häufig auf die Optimierung des operativen Tagesgeschäfts ausgerichtet. Optimierungen dieser Art auf Basis gewachsener Kernkompetenzen sind zwar dazu geeignet, die Grundlage des Geschäfts zu sichern, führen jedoch nicht unbedingt zu neuen Erfolgen auf neuen Geschäftsfeldern. Der Gedanke des Corporate Entrepreneurship beinhaltet demgegenüber ausdrücklich das Ausbrechen aus einem verengten Betrachtungsraum, was das Engagement auch im nicht angestammten Geschäft und eine strategische Erneuerung einschließt, die das Überleben der Unternehmung langfristig sichern soll. Diesbezüglich sollen sich auch gewachsene „reife“ Unternehmen wie Start-ups orientieren.
Im Gegensatz zum Begriff Entrepreneurship sieht das Corporate Entrepreneurship das Vorhandensein einer bereits bestehenden Organisation vor. Corporate Entrepreneurship-Strategien verfolgen zwei mögliche Ziele:
- die Schaffung neuer Unternehmen oder Geschäftsfelder innerhalb bestehender Unternehmen oder
- die permanente strategische Erneuerung der Organisation unter Beachtung veränderter Markt- und Umweltbedingungen, z. B. durch neue Ressourcenkombinationen.

## Vorgehen
In der Praxis wird Corporate Entrepreneurship oft als Strategie der Diversifikation betrieben. Auch dient es dazu, aus Intrapreneurship-Konzepten entstandene Geschäftsideen der Mitarbeiter durch Ausgründung voranzutreiben, ohne die Kontrolle über das Spin-off völlig aufzugeben (z. B. durch Vergabe von Risikokapital und Aufrechterhaltung einer Minderheitsbeteiligung). Diese Strategie – auch als Corporate Venturing bezeichnet – kann Innovationsrisiken verhindern, die dadurch entstehen könnten, dass ein ganzes Unternehmen gleichzeitig seine strategische Basis und seine Kernkompetenzen transformiert. Auch können so strategisch nicht ins Konzept passende Geschäftsfelder erfolgversprechend outgesourct werden.
Umgekehrt soll Corporate Entrepreneurship verhindern, dass Innovationen im Dickicht der Alltagsroutinen stecken bleiben und Motivation und Initiative unternehmerisch denkender Mitarbeiter fördern. Im Unterschied zu Corporate Entrepreneurship umfasst Corporate Venturing auch die Wagniskapitalvergabe an externe Start-ups, die z. B. als strategische Geschäfts- und Innovationspartner in Frage kommen.